# 叮噹貓
《親親小樂基》是藤子·F·不二雄的漫畫作品，連載於潮出版社漫畫雜誌《希望之友》1975年4月號—1978年5月號，單行本由潮出版社發售共3冊。2011年12月由小學館發行藤子‧F‧不二雄大全集收錄全一冊，臺灣由青文出版社發行。
1993年4月5日日本放送協會（NHK）開始播放電視動畫共170集，故事設定與原作有些不同。1993年8月中國電視公司率先購得臺灣播映權並改用中視兒童合唱團主唱的中文主題曲，力霸友聯全線水晶卡通頻道重播時改回原版主題曲。
2016年9月3日，藤子·F·不二雄博物館上映短篇電影《親親小樂基&哆啦A夢「!?」》，是自1993年的電視動畫以來睽違23年再度動畫化。同時藤子·F·不二雄博物館發行限量版動畫插圖，收錄在《藤子·F·不二雄大全集》發行。

## 設定
漫畫版設定叮噹貓是會使用機器法寶的貍貓、類似哆啦A夢的設定，寄居者為小學生太郎一家三口，許多故事曾改編為哆啦A夢的動畫。但動畫版的主人為女孩木葉美琪，人際關係設定和居住城市亦有極大差別。

## 漫畫

### 主要人物
樂基
像貓又像貍貓的不可思議的動物，會使用超能力也會製造神奇法寶。起初只會說「叮噹貓」來表達自己的意見，之後會加入簡單的單詞，會寫字，曾經留書離家。將尾巴對準物品後說出「叮噹貓」就可利用超能力改變物品特性。是太郎家中一員。
太郎
就讀於山川小學，有賴床的毛病，個性有點冒失。小時候在山中遇見叮噹貓，並將他帶回家，和叮噹貓感情融洽。
太郎爸爸
最喜歡的食物是糯米團子。曾嚴厲拒絕要重金購買叮噹貓的研究人員。
太郎媽媽
家庭主婦，因為關心家人有時有些囉唆。
猩猩山
太郎的同學，常強佔同學的點心、玩具或叮噹貓製作的法寶。
美紀(美紀子)
太郎的同學，有很好的歌喉，成績比太郎好。
辣韮
太郎的同學，喜歡炫耀。

### 神奇法寶
叮噹貓所製作的神奇法寶或是經過超能力改造的法寶。
美麗相機
不管拍什麼都會變得很漂亮。
擴音器
能與昆蟲變成好朋友，讓昆蟲了解人類所說的話。
抑制地心引力瓦斯
被噴到的物體會不受地心引力影響。
模型山黏土
以黏土製作模型山，將人縮小後可以感受登山的樂趣。
時光機
叮噹貓改造鬧鐘，可以將人或物品送到12小時之內的世界。
捲筒衛生紙攝影機
以空箱子和捲筒衛生紙製作成攝影機，衛生紙是底片。
實物時間倒轉機
改造捲筒衛生紙攝影機，可將物品恢復成原來的樣子。
驚慌製造機
利用立體影像及音效製造地震、火災、洪水的幻覺。
將人變成煙霧的煙囪
帶在頭上可變成煙霧。
許願煙火
在煙火消失前許願可以實現願望。
空調模型相簿
可將室內空氣及溫度變得跟模型一樣。
孤獨瓦斯
被瓦斯圍繞的人無法聽見及看見周圍的人。
記憶帽子
可以顯現出過去的記憶。
魔術控制器
被裝上控制器的任何物體都可被遙控。
將信寄到過去的郵筒
可將信件寄到過去的時空。
室內雪
不會融化也不會冷的雪。
迷你迷你滑雪橇
依不同重心位置來調整滑雪的速度及煞車。

## 動畫

### 登場角色
樂基

配音：三田友子（日本）；孫若瑜（台灣）；黃玉娟（香港）
本作主角。從遙遠的「叮噹貓王國」出生的雄性貍貓動物，是能適用叮噹法術的狸貓。在美琪跟她父母爬山發現而當木葉家的孩子。把美琪當做姐姐般地撒嬌、極力想使用法術幫助美琪，但大多因為思考不夠周慮反幫倒忙。使出法術前會先說「叮噹法術變變變，看我的厲害！」。胃口甚大、喜歡難聽的歌聲。
木葉 美琪

配音：平松晶子（日本）；敖冰欣（台灣）；周文瑛（香港）
本作女主角，木葉家獨生女。小學一年級，個性好強，負責幫叮噹貓收拾善後而煩惱，但兩人感情相當要好，亦將叮噹貓當成弟弟般疼愛。
木葉 綠

配音：向井真理子（日本）；呂佩玉（台灣）
美琪的母親，家庭主婦，喜好室內網球。
木葉 繁

配音：江原正士（日本）；于正昇（台灣）
美琪的父親，上班族，疼愛妻女。屢次嘗試料理或歌唱等才藝皆功敗垂成。
一本義 幹助

配音：鈴木琢磨（日本）
綠的父親、美琪的爺爺，是退休的高階刑警。個性頑固時常會說反話刁難他人。
花田 菊之助

配音：櫻井敏治（日本）；于正昇（台灣）；姜麗儀（香港）
美琪的同學。花店老闆娘長子，對植物了解深入，並將花草當人類般照顧的小園丁。
櫻 亞多莉

配音：白石文子（日本）；許淑嬪（台灣）
美琪的同學。個性文靜，擅長鋼琴以及精通塔羅牌占卜，準確率很高。
楠木 昇

配音：三木眞一郎（日本）；許淑嬪（台灣）
美琪的同學。動物方面的知識淵博，且善於領導。
檜 秀作

配音：柏倉勉（日本）；呂佩玉（台灣）；曾秀清（香港）
美琪的同學。頭腦精明、成績好，擅於操作電腦以及機器。
檜 優

配音：小林優子（日本）；許淑嬪（台灣）；譚淑嫻（香港）
秀作的妹妹、幼稚園小班。常常愛調皮搗蛋捉弄叮噹貓。
若葉 桃子

配音：島本須美（日本）；呂佩玉（台灣）
美琪的級任導師，未婚而已有男友。

### 主題曲
- 台灣版作詞作曲為音乐人李安 (音樂人)，主唱為中視兒童合唱團[3]。

## 播映電視台
| 中視 每週一集 | 中視 每週一集                         | 中視 每週一集 |
| ------------- | ------------------------------------- | ------------- |
|               | 叮噹貓 （1993年8月1日-1995年9月26日） |               |
| —             | —                                     |               |

| 台灣 高點電視台 星期一至五16:00-17:00節目 （3月12日播出時間為16:00-16:30） | 台灣 高點電視台 星期一至五16:00-17:00節目 （3月12日播出時間為16:00-16:30） | 台灣 高點電視台 星期一至五16:00-17:00節目 （3月12日播出時間為16:00-16:30） |
| -------------------------------------------------------------------------- | -------------------------------------------------------------------------- | -------------------------------------------------------------------------- |
|                                                                            | 叮噹貓 （2010年2月3日-2010年3月12日）                                      |                                                                            |
| 旋風小飛俠                                                                 | 秀逗魔導士                                                                 |                                                                            |

## 遊戲
ポコニャン! 夢の大冒険
東寶在1994年8月5日發售的Game Boy動作類型遊戲，ファミ通295號クロスレビュー給予18/40評分。
ポコニャン! へんぽこりんアドベンチャー
東寶在1994年12月22日發售的超級任天堂動作類型遊戲。

## 外部連結
- ポコニャン - NHK放送史（日本放送协会）（日語）